# Kirazlıyurt
Kirazlıyurt ist ein Ortsteil (Mahalle) im Landkreis Tufanbeyli der türkischen Provinz Adana mit 470 Einwohnern (Stand: Ende 2024). Im Jahr 2011 zählte Kirazlıyurt 621 Einwohner.